# Ньяти Цэнпо
Ньяти Цэнпо (тиб. གཉའ་ཁྲི་བཙན་པོ།) — легендарный первый царь Тибета, основатель Ярлунгской династии. Согласно традиционной тибетской историографии, взошёл на трон в 127 году до н.э. В хрониках Дуньхуана сообщается, что он, по преданию, спустился с небес на священную гору Ярлха Шампо. Из-за некоторых физических особенностей: между пальцами у него были перепонки, а веки закрывались снизу, а не сверху — местные жители считали его богом и выбрали своим царём. Согласно тибетской мифологии, первое здание в Тибете, дворец Юнгбулаканг, было возведено специально для царя. Год его воцарения считается первым годом тибетского календаря, в его честь празднуется Лосар, тибетский Новый год. Согласно легендам, первые цари были бессмертны и возносились на небо тем самым шнуром, который сначала опускал их на землю. Именно это, как говорят, произошло и с Ньяти Ценпо.